# Дмитрівка (Біляївська селищна громада)
Дми́трівка — село в Україні, у Біляївській селищній громаді Лозівського району Харківської області. Населення становить 439 осіб.

## Географія
Село Дмитрівка розташоване на правому березі річки Оріль, вище за течією на відстані 3 км село Нова Семенівка, нижче за течією за 2,5 км — село Новоіванівка, на протилежному березі — село Мар'ївка. На південно-західній околиці села Балка Вовчий Яр впадає у річку Оріль.

## Історія
Село засноване 1782 року.
12 червня 2020 року, відповідно до розпорядження Кабінету Міністрів України № 725-р «Про визначення адміністративних центрів та затвердження територій територіальних громад Харківської області», Дмитрівська сільська рада Первомайського району об'єднана з Біляївською селищною громадою.
19 липня 2020 року, в результаті адміністративно-територіальної реформи та ліквідації Первомайського району, село увійшло до складу новоутвореного Лозівського району.

## Економіка
- Молочно-товарна і вівце-товарна ферми.
- ТОВ «Дмитрівка».

## Особистості

### Поховані
- Лученцов Максим Олександрович (24.09.1993 - 06.09.2015) - солдат 72 ОМБр, учасник російсько-української війни